# Грабарчик, Мирослав
Мирослав Грабарчик (пол. Mirosław Grabarczyk; род. 3 января 1971, Плоцк) — польский шахматист, гроссмейстер (2002).
В составе сборной Польши участник 2-х командных чемпионатов Европы (1997 и 2001).
В составе различных клубов многократный участник командных чемпионатов Польши (1991, 1995, 1997—1998, 2000—2007, 2009, 2012—2016). Выиграл 5 медалей в команде (4 серебряные и 1 бронзовую), а также 4 медали в индивидуальном зачёте (2 серебряные и 2 бронзовые).

## Изменения рейтинга
| Графики недоступны из-за технических проблем. См. информацию на Фабрикаторе и на mediawiki.org. |